# 普樂寺
普樂寺，俗称圆亭子，位于河北省承德市双桥区，是一座佛教寺院。现为全国重点文物保护单位。该寺从建成以来，从无驻寺僧人。

## 历史
普樂寺位于避暑山庄东北，武烈河东岸、磐锤峰以西的平岗上，坐东朝西，在溥仁寺东北，安远庙对面。普樂寺始建于清朝乾隆三十一年（1766年）。历时一年零八个月建成。
普乐寺的兴建名义上是供新归附清朝的杜尔伯特、左右哈萨克、东西布崔豪特（柯尔克孜族）瞻仰用，但是哈萨克族、柯尔克孜族并不信奉佛教，而是信奉伊斯兰教，可见这并非乾隆帝兴建该寺的真正意图。乾隆帝的真正意图见于碑亭中的御制碑。乾隆帝建寺是采纳章嘉国师的意见，乾隆帝定名“普乐”是出自范仲淹《岳阳楼记》“先天下之忧而忧，后天下之乐而乐”，带有普天同乐之意。
清朝时，该寺不驻喇嘛，由内务府管理。每年农历正月初一、十五，各庙喇嘛来此念经。
清朝末年和中华民国时期，普乐寺遭严重破坏，古树遭大量砍伐，古建筑接近坍塌。中华人民共和国成立后，普乐寺受到保护。1961年，普乐寺被列为第一批全国重点文物保护单位。1994年，普乐寺作为“承德避暑山庄及其周围寺庙”的重要组成部分被列为世界遗产项目。1980年代初，国家拨出专款对承德避暑山庄及周围寺庙进行保护修缮，其中包括普乐寺。

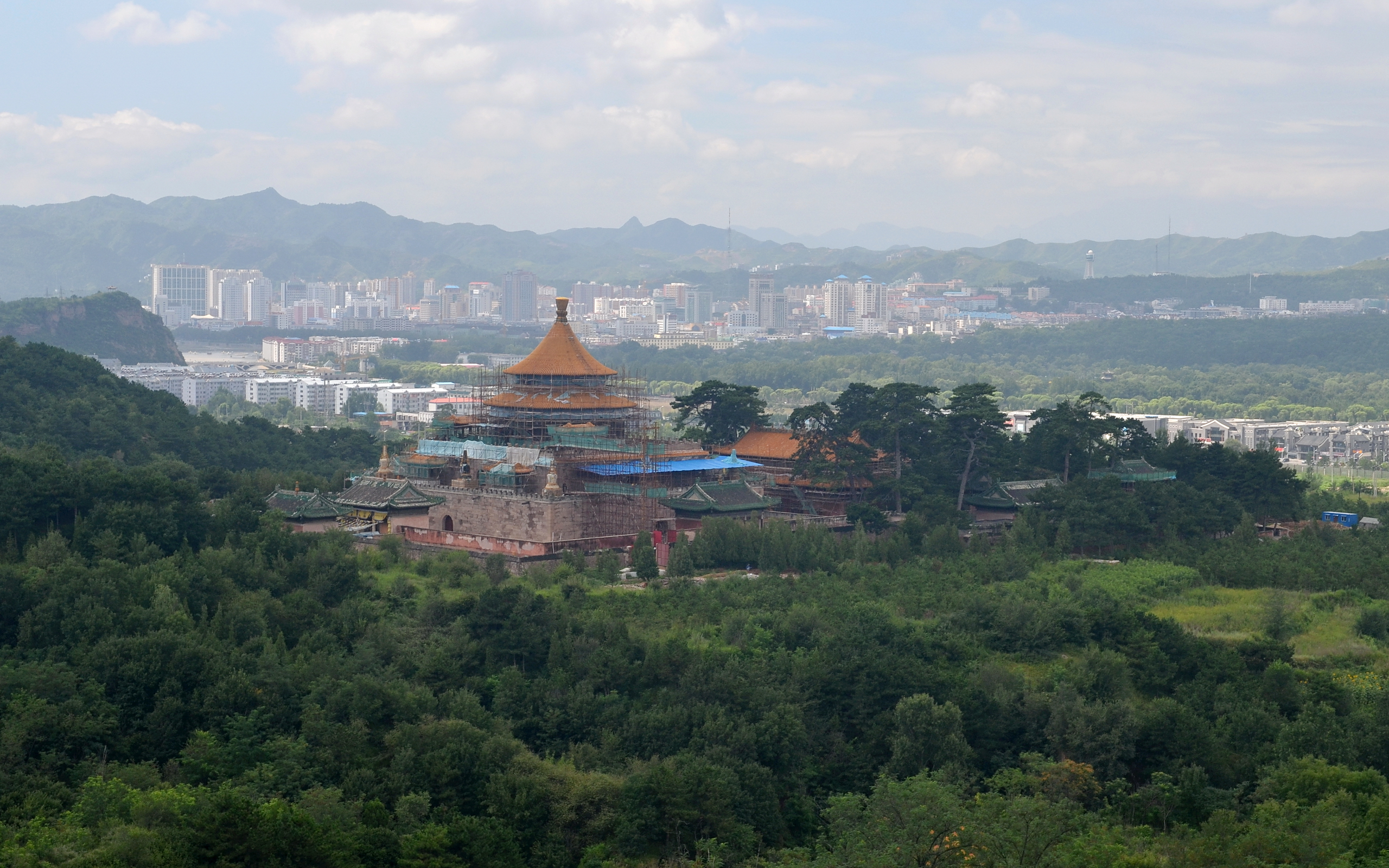
普樂寺

2010年，承德避暑山庄及周围寺庙文化遗产保护工程启动，这是中国继布达拉宫历史建筑群保护工程、长城保护工程后的又一项重大文物保护工程。普乐寺保护修缮工程是该保护工程的项目之一。承德市文物局依照《避暑山庄及周围寺庙文物保护总体规划》和《文物保护工程管理办法》的要求，组织编制《承德普乐寺保护修缮方案》并通过国家文物局论证审批及河北省文物局核准，2011年10月经公开招标方式确定了保护修缮工程施工单位、监理单位。2012年4月18日，普乐寺保护修缮工程正式开工。普乐寺保护修缮工程包括本体修缮工程以及安消防工程两个部分。2012年12月，普乐寺保护修缮工程如期完工。

## 建筑

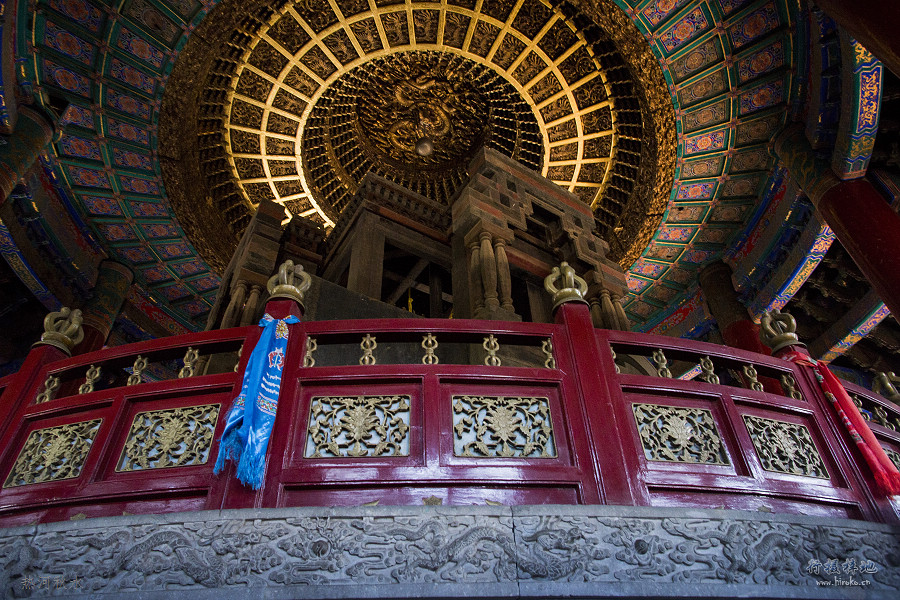
旭光阁内景

普樂寺东西长195米，南北宽93米，占地2.4万平方米。建筑为汉藏结合，前半部分承袭伽蓝七堂，后半部則融入藏式风格。主要建筑有：
- 山门
- 天王殿：天王殿面阔五间，卷草琉璃瓦殿脊，中置三座琉璃喇嘛塔。殿内供奉四大天王、弥勒佛、韦驮像。[7]
  - 钟楼、鼓楼：位于天王殿前南、北两侧。[7]
- 宗印殿：面阔七间，屋脊装饰琉璃件，数条绿琉璃云龙贯空，中置琉璃塔，塔两侧嵌浮雕吉祥八宝。宗印殿内正中供三世佛，即中为释迦牟尼，东为药师琉璃佛，西为阿弥陀佛。三佛的背光上浮雕大鹏金翅鸟。殿内两侧供奉八大菩萨，右为文殊菩萨、金刚手菩萨、观世音菩萨、地藏王菩萨；左为普贤菩萨、弥勒菩萨、虚空藏菩萨、除盖障菩萨。[7]
  - 慧力殿：位于宗印殿前左侧（南侧）。内供金刚佛。[7]
  - 胜因殿：位于宗印殿前右侧（北侧）。内供金刚佛。[7]
- 旭光阁：位于寺院后半部，为普乐寺的主体建筑，是藏式阇城。阇城又称经坛、坛城，共三层。第一、二层为正方形石台，第一层有门殿三间，四周环绕72间廊廡。第二层台有雉碟，四面各开一个门，四角与每边的中点置琉璃喇嘛塔座，共八座琉璃喇嘛塔，四角的塔是黄色，四边的塔分别是黑、青、紫、白色。第三层石台四周是云龙纹石栏，中央是旭光阁，木构重檐圆攒尖顶，旭光阁高23米，直径21.68米。旭光阁和阇城是曼陀罗（坛城）的变体，十字对称布局，方圆相间，八座喇嘛塔象征曼陀罗八柱，与旭光阁共成 “九山”。旭光阁内中央圆形石须弥座上，旋转着中国现存最大的木制曼陀罗，用37块木头组成，象征三十七道品。曼陀罗内供胜乐王佛（又称上乐王佛）双身铜像，俗称“欢喜佛”、“欢乐佛”，为观世音菩萨的变体。据说观世音菩萨在普陀洛伽山上面朝东修炼，故该佛也面朝东，和避暑山庄内的永佑寺六合塔以及磐锤峰在同一条线上。旭光阁顶部有大型天花藻井，呈半球形，中央为龙口衔轩辕镜，衬以浮雕云纹，向外的第二、三圈装饰有斗拱，第四圈浮雕孔雀，第五圈为游龙，第六圈装饰有斗拱，最外侧是云纹饰边。[7][3]

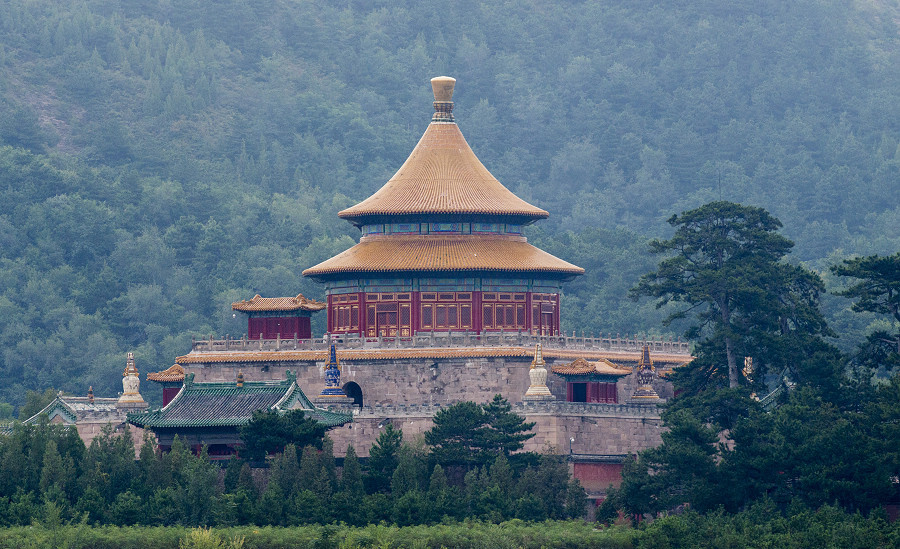
旭光阁
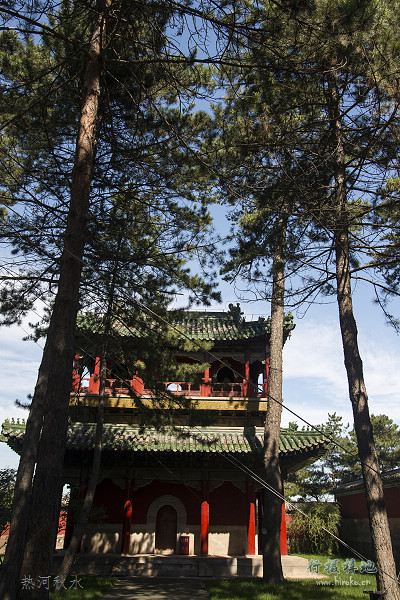
鼓楼
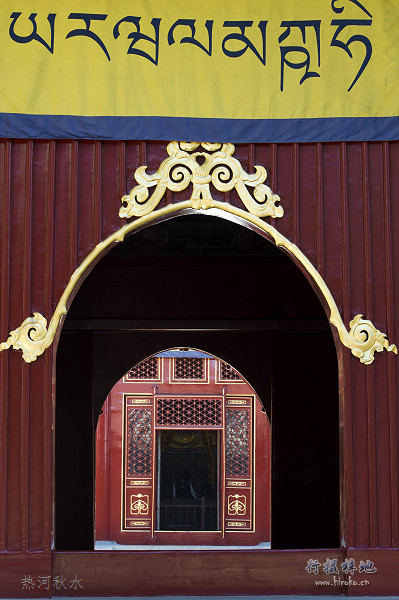
从天王殿望宗印殿
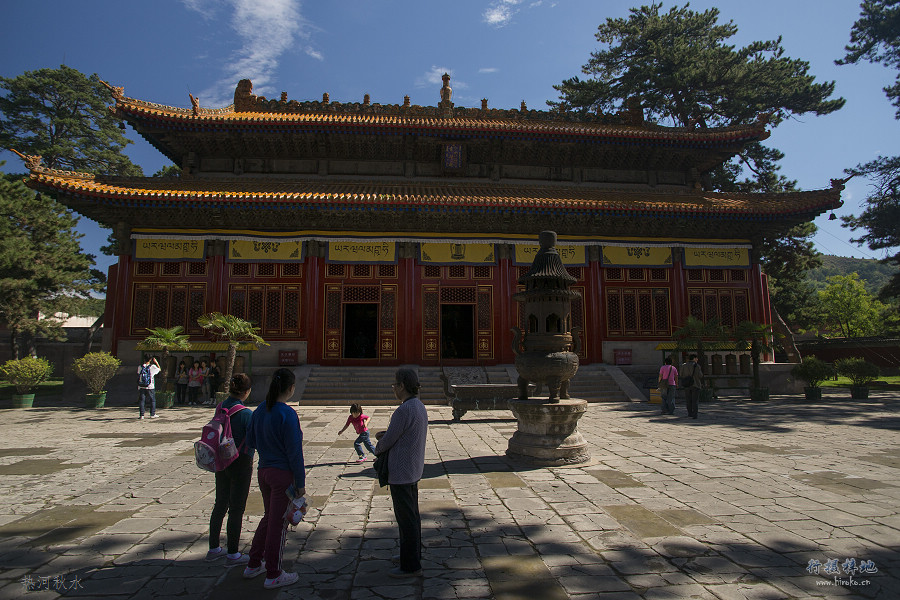
宗印殿
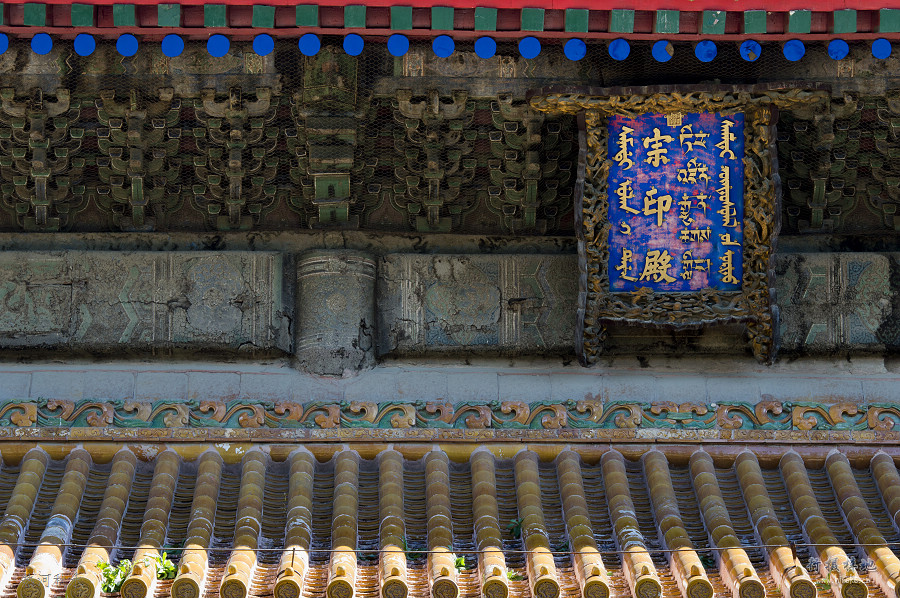
宗印殿匾额
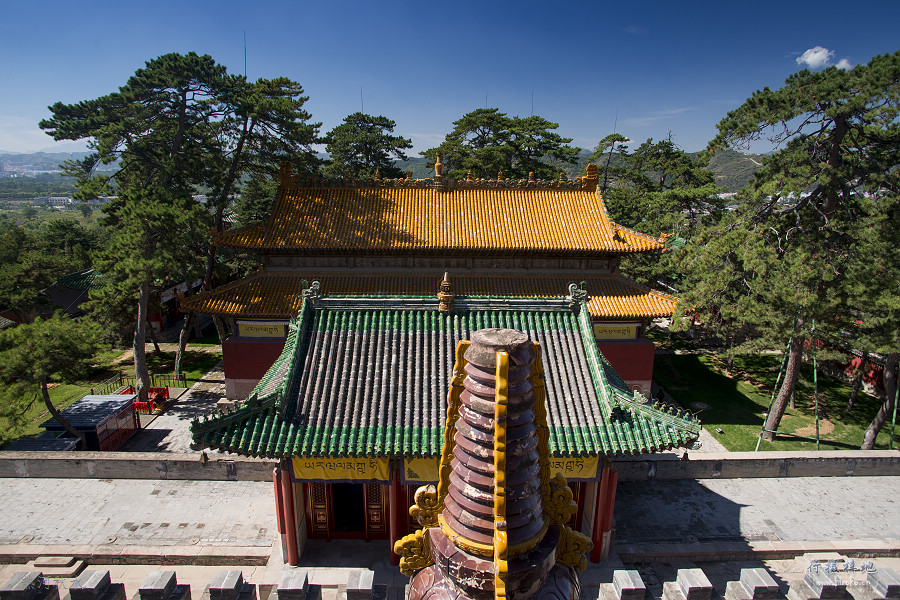
从旭光阁回望宗印殿
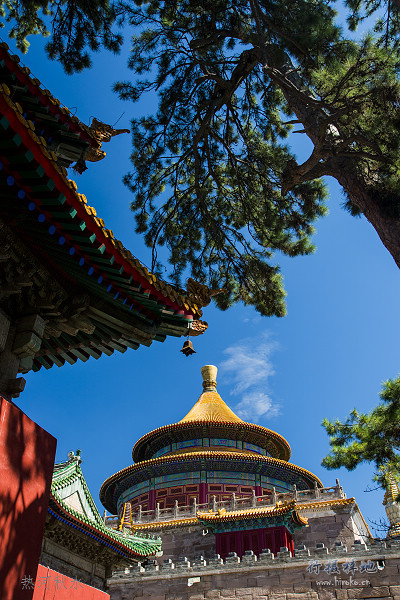
旭光阁
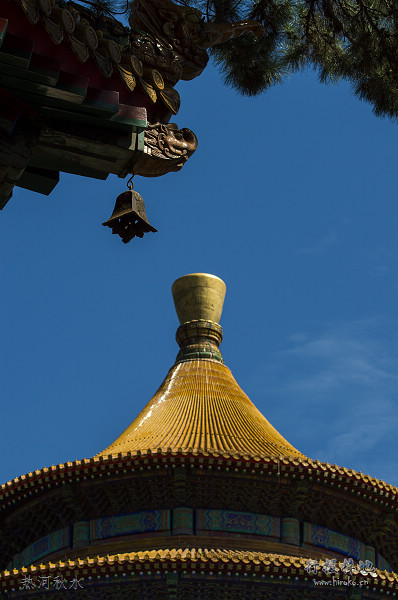
旭光阁顶部
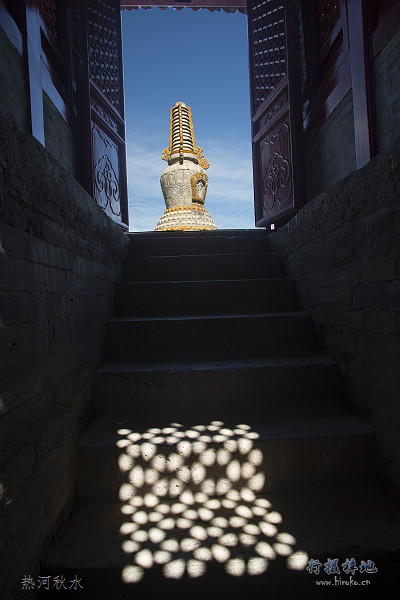
阇城二层的琉璃喇嘛塔
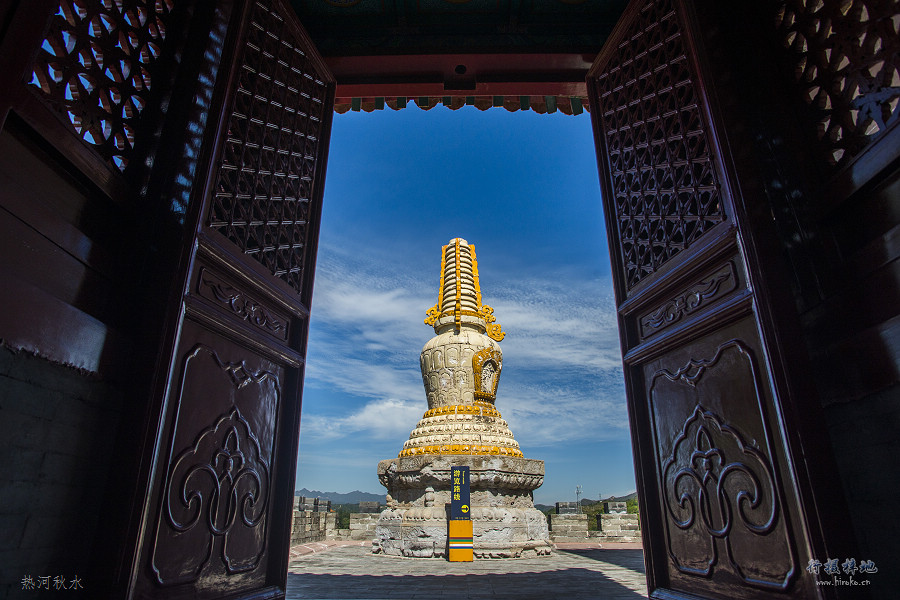
阇城二层的琉璃喇嘛塔